# Albacora
Albacora (Thunnus albacares) este o specie de ton, care trăiește în apele pelagice ale oceanelor tropicale și subtropicale.

## Descriere

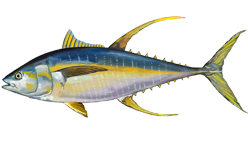
Albacora

Albacora face parte din speciile mari de ton, ajungând până la greutatea de 180 kg. În 2012 un pescar din statul mexican Baja California a prins un albacora de 193 kg.

## Habitat

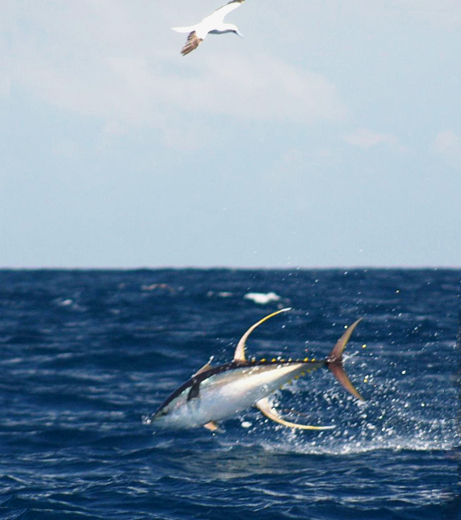
Albacora sărind

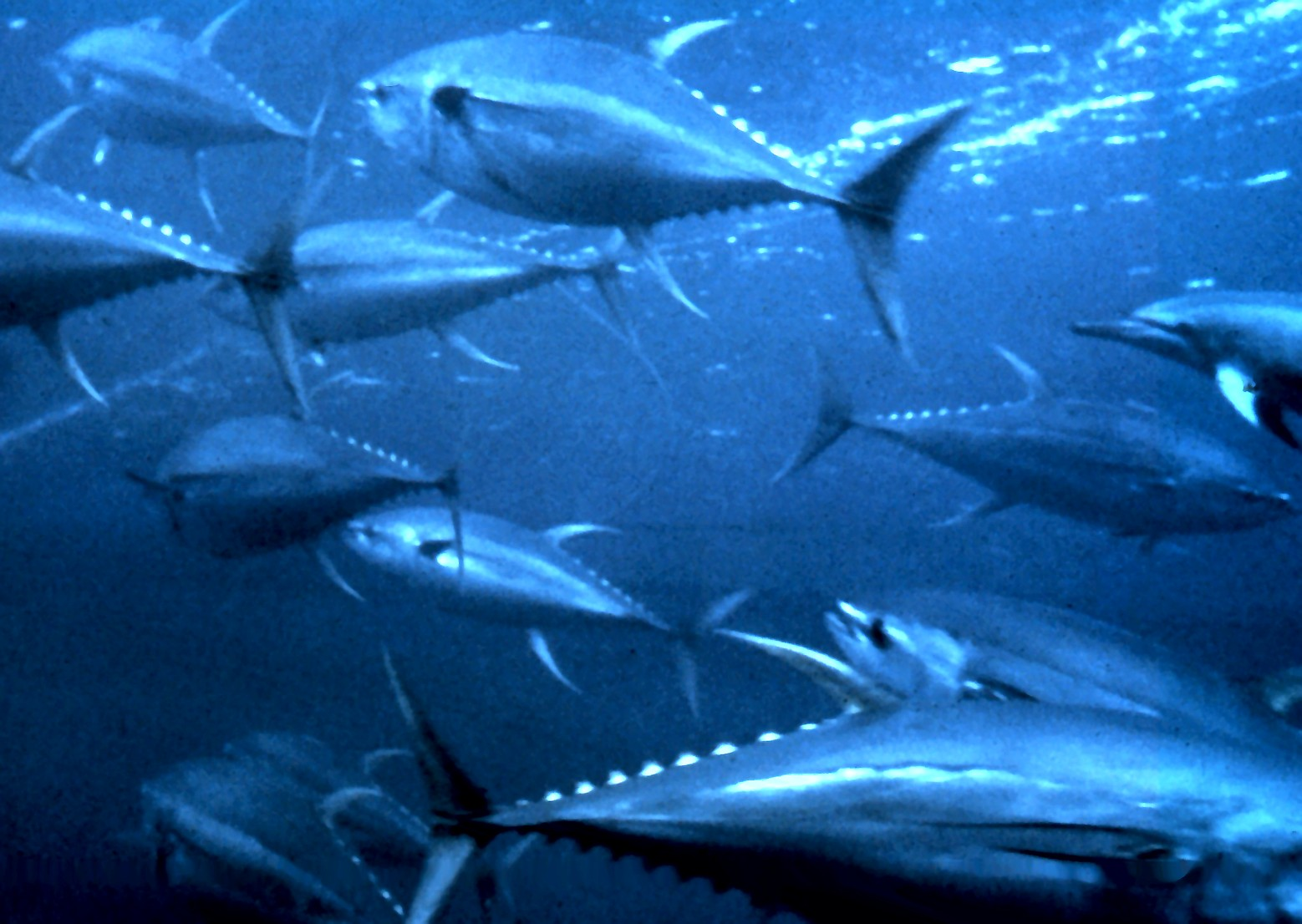
Cârd de albacora

Este un pește epipelagic, care populează stratul de la suprafața oceanului până la termoclină. Prin urmărirea sonică s-a aflat că, deși albacora spre deosebire de tonul obez înrudit se ține cu precădere în cei 100 m sub suprafața mării și penetrează arareori termoclina, este totuși capabilă să se scufunde până la adâncimi considerabile. Un individ din Oceanul Indian și-a petrecut 85 % din timp la adâncimi până la 75 m, dar a fost raportat că a realizat trei scufundări de 578, 982 și 1.160 m. 
Deși viețuiește mai ales în apele adânci din largul mării, albacora poate să se apropie de țărm, dacă temperatura și limpezimea apei sunt potrivite și hrana este abundentă.  

## Mod de viață
Albacora deseori călătorește în cârduri cu companioni de aceleași dimensiuni. Se asociază uneori cu alte specii de ton, în special cârdurile mixte de albacora și ton mic sunt obișnuite.  
Albacora vânează alți pești, crustacee pelagice și calmari. Ca și la alți toni, forma corpului adaptată pentru viteză le permite să urmărească și să prindă pești rapizi precum peștii zburători și scrumbia. Pentru albacora adulți prezintă pericol doar cei mai mari și rapizi prădători, precum balenele cu dinți, rechinii pelagici, în special rechinul alb, și marlinul.

## Bucătărie
Potrivit Hawaii Seafood Buyers Guide, albacora este folosită pe scară largă în felurile de mâncare din pește crud, mai ales sashimi. Acest pește se potrivește excelent pentru grătar. În 2010, Greenpeace International a inclus albacora pe Lista Roșie a ființelor marine comestibile.